# 帰義県 (江蘇省)
帰義県（きぎ-けん）は中華人民共和国江蘇省にかつて存在した県。現在の連雲港市贛楡区の一部に相当する。
南北朝時代、東魏により設置され、隋により廃止された。